# Phoebus (schip, 1916)
Phoebus was een Franse mijnenjager tijdens de Eerste Wereldoorlog. Het schip zonk eind 1917 voor de kust van Toulon nadat het op een zeemijn was gelopen.
Het schip is gebouwd in Nederland, vermoedelijk in 1916. Het was een stoomyacht met een ijzeren romp van 22,5 m lang en 4,5 m breed. Het droeg de naam Edeison tot het werd aangekocht door de Franse marine. Die bouwde het om tot patrouillevaartuig dat kon dienen als mijnenjager. Het schip kreeg als bewapening een 47 mm-kanon. Verder werd achteraan een lier geïnstalleerd voor een observatieballon gevuld met helium. Deze ballon werd met een kabel meegetrokken op een hoogte van 200 m. Onder de ballon zaten drie of vier bemanningsleden die met een verrekijker of met het blote oog speurden naar zeemijnen. Via een telefoonkabel konden ze communiceren met de scheepsbemanning.
De Phoebus kwam aan in Marseille op 19 september 1917. Vervolgens werd het schip toegewezen aan de vlootdivisie Division des patrouilles aériennes de Provence in Toulon; daar kwam het aan op 30 september. Het schip had een bemanning van acht, aangevuld met vier ballonvaarders en vijf matrozen om de ballon en de lier te bedienen.
In de ochtend van 1 december 1917 verliet het schip de haven van Toulon voor een patrouille. Het voer in een formatie met drie andere mijnenjagers of -vegers (Travailleur, Samson, Hercule), de torpedoboot Marteau en de sleepboot Marseillais 19. Om 11 u 's ochtends voer de Phoebus op een zeemijn die gelegd was in het toegangskanaal tot de haven van Toulon door de Duitse onderzeeër UC 67. De mijn was te laat opgemerkt door de twee mannen in de observatieballon ten gevolge van het slechte weer. Ze konden niet tijdig de scheepsbemanning verwittigen.
Na de ontploffing zonk het schip snel en trok de ballon met zich mee naar beneden tot het schip de bodem raakte op 80 meter diepte. De twee mannen in de ballon konden hun parachute niet gebruiken vanwege de te lage hoogte en sprongen vanuit de ballonmand in zee. Van de bemanning aan boord overleefden slechts drie mannen de ramp: twee die instonden voor de bediening van de lier en een matroos die zich aan dek bevond. De overige bemanningsleden bevonden zich in het ruim voor het ontbijt en gingen ten onder met het schip. De vijf overlevenden werden opgepikt door de Marteau. De kabel van de ballon werd doorgesneden en de leeglopende ballon kon worden opgevist.
Het wrak van de Phoebus ligt op 80 m diepte. De romp is goed geconserveerd en het wrak wordt bezocht door diepzeeduikers.